# Amt Stargarder Land
L'Amt Stargarder Land est un Amt de l'arrondissement du Plateau des lacs mecklembourgeois dans le land de Mecklembourg-Poméranie-Occidentale, dans le Nord de l'Allemagne.

## Communes
1. Burg Stargard
2. Cammin
3. Cölpin
4. Groß Nemerow
5. Holldorf
6. Lindetal
7. Pragsdorf